# 德鲁索
德鲁索（Desruisseaux）是加勒比海岛国圣卢西亚南部的一个内陆村庄，行政上由米库区管辖，位于贝尔维尤和昂斯热尔之间，海拔高度87米，2010年人口1,963人。